# Ernesto Apuzzo
Ernesto Apuzzo (Pimonte, 13 novembre 1956) è un allenatore di calcio ed ex calciatore italiano, di ruolo attaccante.

## Carriera

### Giocatore
Dopo gli esordi in Serie C con la Juve Stabia, viene prelevato dalla Lazio, giocando per due anni nella formazione Primavera. Viene girato dal club biancoceleste per un anno al Como in Serie B, dove registra 8 presenze debuttando tra i cadetti nella stagione 1976-1977.
L'anno successivo rientra alla Lazio, debuttando in massima serie il 7 maggio 1978 in Lazio-Bologna (0-1). Nel 1978-1979 torna a calcare i campi della Serie B con la maglia del Foggia, con cui segna 3 reti in 17 gare.
La carriera prosegue in Serie C1 e Serie C2 con Benevento, Teramo, Casoria, Matera e Sorrento, con cui conquista la promozione in Serie C1 al termine della stagione 1984-1985.

### Allenatore
Dopo le prime esperienze nel Campionato Nazionale Dilettanti alla guida di Rossanese e Cirò Krimisa, nel 1998-1999 allena la Battipagliese in Serie C1 subendo un esonero. Negli anni seguenti siede sulle panchine del Giorgione e della Turris in Serie C2.
Nella stagione 2001-2002 affianca per le prime 26 giornate Daniele Arrigoni alla guida del Messina in Serie B, prendendo il comando della squadra per una giornata nel corso del campionato.
Dopo una nuova esperienza in Serie D sulla panchina del Siracusa, allena la Primavera del Napoli dal 2007 al 2009, contribuendo a lanciare diversi giovani, ed in seguito lavora come osservatore per il Chievo Verona. Nel 2017  allena il San Vito Positano e nel 2021 è stato D.T. alla Gladiator

## Palmarès

### Giocatore

#### Competizioni giovanili
- Torneo Internazionale Sanremo: 1

Lazio: 1974
- Campionato Primavera: 1

Lazio: 1975-1976